# Газемабад (Новбаран)
Газемабад (перс. غازم اباد) — село в Ірані, у дегестані Ак-Кагріз, у бахші Новбаран, шагрестані Саве остану Марказі. За даними перепису 2006 року, його населення становило 354 особи, що проживали у складі 112 сімей.

## Клімат
Середня річна температура становить 11,81 °C, середня максимальна – 30,58 °C, а середня мінімальна – -9,32 °C. Середня річна кількість опадів – 251 мм.
| Клімат поселення                              | Клімат поселення | Клімат поселення | Клімат поселення | Клімат поселення | Клімат поселення | Клімат поселення | Клімат поселення | Клімат поселення | Клімат поселення | Клімат поселення | Клімат поселення | Клімат поселення | Клімат поселення |
| Показник                                      | Січ.             | Лют.             | Бер.             | Квіт.            | Трав.            | Черв.            | Лип.             | Серп.            | Вер.             | Жовт.            | Лист.            | Груд.            |                  |
| Середній максимум, °C                         | 6,03             | 7,26             | 12,18            | 18,55            | 23,19            | 29,12            | 30,58            | 30,00            | 25,44            | 19,16            | 12,31            | 6,65             |                  |
| Середня температура, °C                       | −1,64            | −0,41            | 4,52             | 10,88            | 15,51            | 21,46            | 25,12            | 24,55            | 19,98            | 13,72            | 6,87             | 1,20             |                  |
| Середній мінімум, °C                          | −9,32            | −8,09            | −3,15            | 3,21             | 7,84             | 13,79            | 19,67            | 19,10            | 14,54            | 8,26             | 1,41             | −4,26            |                  |
| Норма опадів, мм                              | 34               | 34               | 47               | 36               | 29               | 4                | 1                | 1                | 0                | 11               | 21               | 33               |                  |
| Середньомісячна швидкість вітру, м/с          | 1.52             | 2.26             | 3.13             | 3.12             | 2.62             | 2.51             | 2.75             | 2.41             | 2.18             | 2.18             | 1.82             | 1.54             |                  |
| Середньомісячна сонячна радіація, кДж/м²·день | 8933             | 11777            | 14397            | 18017            | 22110            | 26598            | 26095            | 23734            | 20404            | 14886            | 10721            | 8665             |                  |
| --------------------------------------------- | ---------------- | ---------------- | ---------------- | ---------------- | ---------------- | ---------------- | ---------------- | ---------------- | ---------------- | ---------------- | ---------------- | ---------------- | ---------------- |
| Джерело:                                      |                  |                  |                  |                  |                  |                  |                  |                  |                  |                  |                  |                  |                  |